# 语言能力
语言能力，又称为语言学能力、語言才能、語言本能，是指一个人所拥有的关于其母语的知识和技能。例如，了解字词都是什么含义，如何将字词组成句子以及字词如何发音等等。Noam Chomsky在他1965年的专著《Aspects of the Theory of Syntax》（句法理论之方方面面）之中首次采用了术语“（语言能力）”。语言能力是乔姆斯基语言性能／语言能力之间区别之中的两个要素之一。